# Henri Rivière

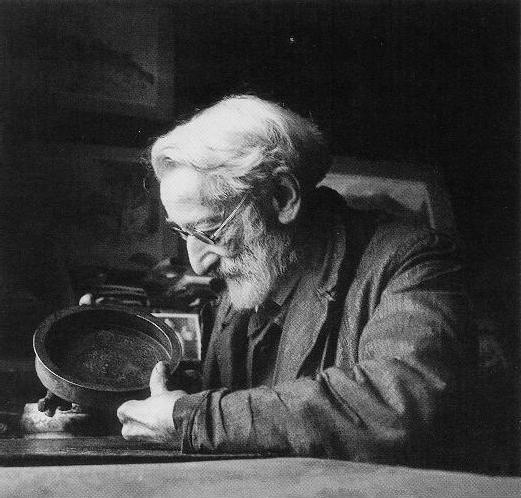
Henri Rivière

Henri Rivière (Parijs, 11 maart 1864 – Sucy-en-Brie, 24 augustus 1951) was een Franse kunstenaar en ontwerper. Hij is het best bekend van zijn creatie van schaduwspelen op het Le Chat Noir cabaret, en voor zijn post-impressionistische illustraties van Bretonse landschappen en de Eiffeltoren.

## Biografie
Zijn vader had een fourniturenwinkel in Parijs. In 1870, op de vlucht voor de oprukkende Pruisen tijdens de Frans-Pruisische oorlog, verhuisde zijn vader met het gezin terug naar zijn ouderlijk huis in de Pyreneeën. Hij overleed drie jaar later en Rivières moeder keerde terug naar Parijs en hertrouwde. Rivière groeide op in Parijs, met een vroege interesse in kunst, in het bijzonder het impressionisme.
Na een korte periode gewerkt hebben bij een struisvogelverenfirma, ging Rivière een opleiding in de kunst volgen bij de schilder Emile Bin. 
In 1880 werkte Rivière mee aan het geïllustreerde tijdschrift La Vie Moderne en droeg ook bij aan illustraties voor een paar boeken.  Rivière werd al snel geassocieerd met het Le Chat Noir cabaret en café in Montmartre. Vanaf 1882 werkte Rivière als medewerker van het redactieteam bij het wekelijks verschijnende Chat Noir journal, dat korte verhalen en illustraties publiceerde. Rivière schreef  kunstrecensies voor het tijdschrift tot 1885. 
In 1886 creëerde Rivière een vorm van schaduwtheater bij Le Chat Noir onder de naam "Ombres chinoises". Dit was een opmerkelijk succes, voor de duur van tien jaar in gebruik tot het café in 1897 gesloten werd. Hij gebruikte uitgesneden figuren in zink die langs achter door kalklicht werden beschenen, zodat ze verschenen als silhouetten. Rivière werd al snel geassisteerd door Caran d'Ache en andere kunstenaars, in eerste instantie met het uitvoeren van d'Aches drama L'epos. Van 1886 tot 1896 maakte Rivière 43 schaduwspelen met een grote verscheidenheid aan onderwerpen uit de mythologie, geschiedenis en de Bijbel. Hij werkte samen met verschillende kunstenaars en schrijvers, maar maakte de illustraties voor slechts negen van de producties zelf. Hij concentreerde zich op het verbeteren van de technische aspecten van de productie met behulp van emailleren en verlichting tot de uiterst delicate effecten van licht en kleur. 
Samen met d'Aches L'epos waren zijn eigen werken La Temptation de Saint-Antoine (1887) en La Marche à L'étoile (1890) de meest succesvolle en de populairste. Rivières schaduwtheater bij het cabaret was de grootste attractie en speelde een cruciale rol  bij het vaststellen van de geloofwaardigheid van het cabaret met die andere kunstenaars van de avant-garde, de impressionisten / postimpressionisten: Edgar Degas, Camille Pissarro, Claude Monet, Mary Cassatt, en anderen. 
Tussen 1882 en 1886 creëerde Rivière een groot aantal etsen. Hij toonde ook een interesse in fotografie,  en maakte een reeks pittoreske scènes uit het dagelijks leven. Later experimenteerde met kleurhoutsneden en chromolithografie in de late jaren 1880. Rivière het bezocht Bretagne voor het eerst in 1884, en bracht het grootste deel van zijn zomers daar door tot 1916.  Samen met de drukke Parijse leven, en het platteland van Bretagne vormden het grootste deel  zijn landschappen. 
De prenten waren in het algemeen bestemd om te worden gepubliceerd als collecties. Deze omvatten veertig afbeeldingen gebruikt in de Bretonse landschappen, ontstaan tussen 1890 en 1894. Hij maakte ook houtsneden in kleur voor The Sea: Studies of Waves, en afbeeldingen van de Eiffeltoren, die uiteindelijk werden gepubliceerd als litho's. Deze prenten werden beïnvloed door de mode voor het japonisme.

## Chromolithografie
Zijn chromolithografische series zijn onder andere
- De aspecten van de natuur (1897-1899), 16 afbeeldingen
- The Beautiful Land of Bretagne (1897-1917), 20 afbeeldingen
- Parijse Landschappen (1900), 8 afbeeldingen
- The Magic Hours (1901-1902), 16 afbeeldingen
- Zesendertig afbeeldingen van de Eiffeltoren (1902)
- The Noirot Wind (1906), 4 afbeeldingen

Rivière maakte geen prenten meer na 1917, hij ging met pensioen als professioneel kunstenaar, maar bleef daarna werken aan zijn aquarellen.